# Тест Хиклина
Тест Хиклина — тест, заимствованный из английского права и использовавшийся до 1950-х годов судами США для определения «непристойности» печатных материалов. Прецедент был создан в деле Regina. v. Hicklin, решение по которому было принято в 1868 году. Королевский суд признал «непристойным» печатный материал, который «развращает и разлагает тех, чьи умы открыты для подобных безнравственных влияний, и в чьи руки такой материал может попасть».
Тест задает вопрос: «развращает и разлагает ли материал, подозреваемый в непристойности, тех, чьи умы открыты для подобных безнравственных влияний?», и если ответ «Да», то такой материал признается непристойным. Кроме того, тест Хиклина рассматривает только часть представленного материала, а не материал в целом. Другими словами, оценивает его в отрыве от контекста.
Тест Хиклина оказывал влияние на решения судов до дела «Рот против США»,  в котором судья отказался от его использования и признал неприемлемым.

## История
Одной из первых попыток формально ограничить непристойность стал Obscene Publications Act 1857, также известный как Акт лорда Кэмпбелла. По нему материалы, признанные законом непристойными, подлежали изъятию и уничтожению. 
Тест Хиклина получил название по фамилии Бенджамина Хиклина, лондонского судьи, рассматривавшего дело Regina v. Hicklin  1868 года. Ответчиком по делу проходил Генри Скотт, перепродававший антикатолический буклет The Confessional Unmasked. Суд первой инстанции признал вину Скотта, но на следующей ступени решение было отменено судьёй Б. Хиклином с указанием, что намерения Скотта были чисты. Дело было направлено в Королевский суд (англ. Court of King's Bench), который постановил, что намерения несущественны, если публикация непристойна по сути, и утвердил первоначальное решение.
В результате слушаний появилось определение того, что считается непристойным и незаконным: «[то, что] развращает и разлагает умы тех, кто открыт для подобных безнравственных влияний и в чьи руки такой материал может попасть». Однако состоятельные граждане не отнесли себя к данной категории, считая, что их развратить не удастся.
Тест Хиклина позволил оценивать предложения, вырванные из контекста, и если небольшая выдержка из материала признавалась непристойной, весь материал объявлялся незаконным.
Английская практика была вскоре заимствована в Соединённых Штатах. Её усилению способствовал Энтони Комсток (англ. Anthony Comstock), специальный агент Почтовой службы США. В 1873 году Комсток предложил расширить толкование теста Хиклина, чтобы запретить «любой текст или предмет, придуманный или предназначенный для предотвращения зачатия или производства аборта». Предложение превратилось в так называемый «Закон Комстока». На основании этого законно состоялось несколько слушаний, решение по которым обычно основывалось на хиклиновском определении непристойности.

## Использование теста Хиклина в США
Тест Хиклина применялся в судах до 1950-х годов, пока не был заменен на новый тест в деле «Рот против США». На окончательный отказ оказали влияние два крупных дела, рассмотренных судами в 1930-е годы. Первое касалось активистки движения за контроль рождаемости Мэри Деннетт и её буклета, посвященного сексуальному образованию. Оно было прекращено после того, как сексуальное образование признали допустимым, если оно подано в надлежащем виде. Второе дело касалось книги Джеймса Джойса «Улисс», обвинённой в непристойности и запрещённой к ввозу в США. В деле «США против книги, озаглавленной „Улисс“», суд второго круга постановил, что в целом книга не является непристойной.
Отказ от теста Хиклина произошёл в 1957 году в деле «Рот против США», который дал ответ на вопрос о защите непристойности согласно Первой поправке. Судья Уильям Бреннан постановил, что публикация материалов сексуального характера, рассматриваемая в целом, вызывает похотливый интерес у среднего человека. Основываясь на этом, при условии, что материал не представляет общественной ценности, он должен быть признан непристойным.
С 1973 года  в Верховном суде Соединённых Штатов Америки применяется тест Миллера для определения, может ли тот или иной материал быть признан непристойным и быть запрещён.